# Mala'efo'ou

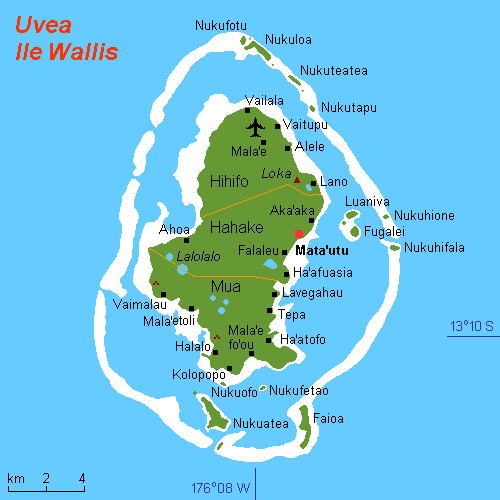
Mala'efo'ou läge

Mala'efo'ou är en ort på Wallis- och Futunaöarna i Stilla havet.

## Staden
Mala'efo'ou är huvudort i distriktet Mua på Wallisön södra del och ligger ca 8 km söder om Mata-Utu.
Orten har endast ca 300 invånare (1) och här finns förutom några industribyggnader mest bostadshus.
Nära staden finns två arkeologiska områden Talietumu och Tonga Toto och norr om centrum ligger även kyrkan L'église Saint-Joseph som är den äldsta kyrkan på Wallisön.

## Historia
Mala'efo'ou kallades tidigare Mua.
Den 29 juli 1961 blev hela Wallisön ett franskt Territoire d'outre-mer och den 28 mars 2003 fick området status som franskt Collectivité d'outre-mer.